# 8212 Naoshigetani
8212 Naoshigetani eller 1995 EF1 är en asteroid i huvudbältet som upptäcktes den 6 mars 1995 av den japanska astronomen Satoru Otomo i Kiyosato. Den är uppkallad efter Naoshige Tani.
Asteroiden har en diameter på ungefär 4 kilometer och den tillhör asteroidgruppen Nysa.